# Arrondissement di Mouscron
L'arrondissement di Mouscron (in francese Arrondissement de Mouscron, in olandese Arrondissement Moeskroen) è una suddivisione amministrativa belga, situata nella provincia dell'Hainaut e nella regione della Vallonia.
Creato nel 1963, è il più piccolo arrondissement del Belgio, costituito da due soli comuni non confinanti tra loro.

## Composizione
L'arrondissement di Mouscron raggruppa 2 comuni:

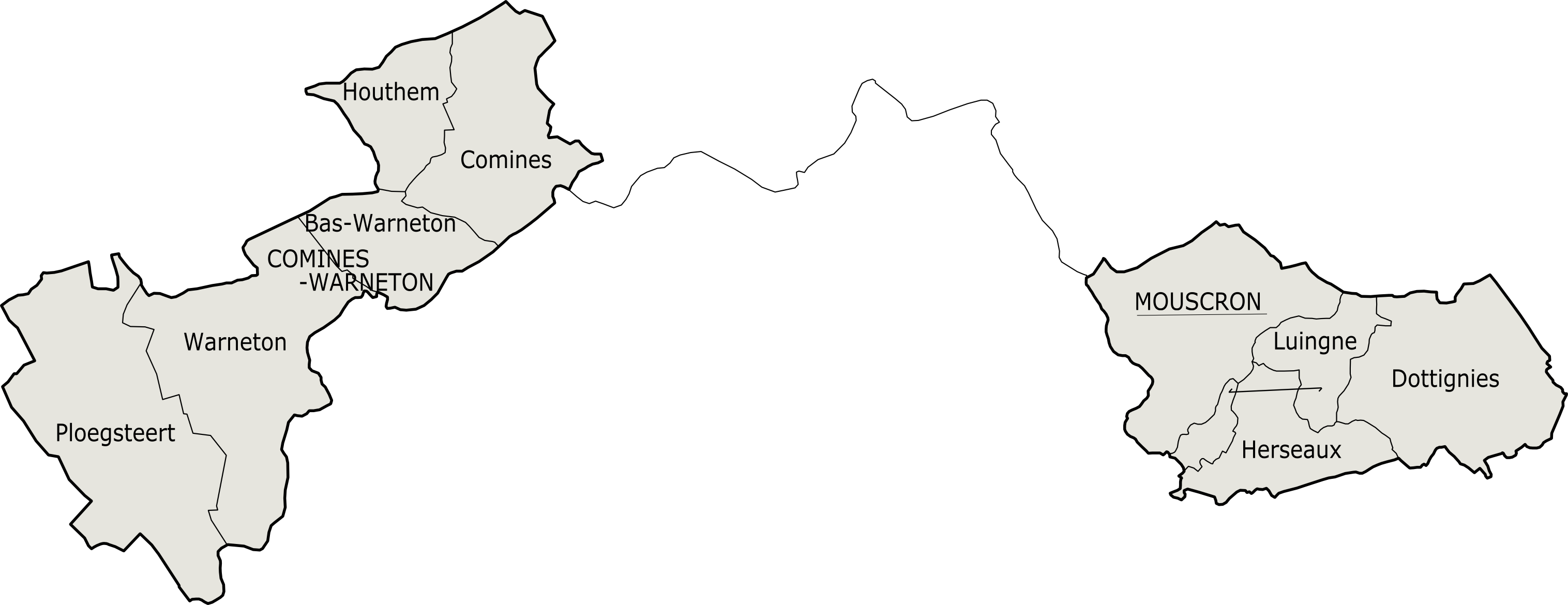
Arrondissement di Mouscron con indicazione dei comuni e le suddivisioni interne

- Comines-Warneton
- Mouscron

## Società

### Evoluzione demografica
Abitanti censiti
- Fonte dati INS - fino al 1970: 31 dicembre; dal 1980: 1º gennaio